# UNESCO-prijs voor Vredeseducatie
De UNESCO-prijs voor Vredeseducatie is een mensenrechtenprijs van de UNESCO sinds 1980.

## Achtergrond
De prijs heeft tot doel alle vormen van actie te bevorderen in het onderzoek naar het bouwen aan een geestkracht van de mens ter verdediging van de vrede. Belangrijk fundament onder de prijs is dat de publieke opinie wordt gealarmeerd of het menselijke geweten ten behoeve van de vrede wordt gemobiliseerd.
De prijs is gedoteerd met 60.000 dollar en wordt jaarlijks op 21 september (Internationale Dag van de Vrede) uitgereikt in Parijs.

## Prijsdragers
| Jaar | prijsdrager                                                       | land                     |
| ---- | ----------------------------------------------------------------- | ------------------------ |
| 1980 | Carlos Tunnermann                                                 | Nicaragua                |
| 1981 | Helena Kekkonen                                                   | Finland                  |
| 1981 | World Organization of the Scout Movement                          | internationaal           |
| 1982 | Stockholm International Peace Research Institute                  | Zweden                   |
| 1983 | Pax Christi                                                       | internationaal           |
| 1984 | International Physicians for the Prevention of Nuclear War        | internationaal           |
| 1985 | Indar Jit Rikhye                                                  | India                    |
| 1985 | Georg-Eckert-Institut für Internationale Schulbuchforschung       | Bondsrepubliek Duitsland |
| 1986 | Prof. Paulo Freire                                                | Brazilië                 |
| 1987 | Laurence Deonna                                                   | Zwitserland              |
| 1987 | Servicio Paz y Justicia en America Latina                         | internationaal           |
| 1988 | Frère Roger, Gemeenschap van Taizé                                | Frankrijk                |
| 1989 | Robert Muller                                                     | Frankrijk                |
| 1989 | International Peace Research Association (IPRA)                   | internationaal           |
| 1990 | Rigoberta Menchú                                                  | Guatemala                |
| 1990 | World Order Models Project (WOMP)                                 | internationaal           |
| 1991 | Ruth Leger Sivard                                                 | Verenigde Staten         |
| 1991 | Cours Sainte Marie de Hann                                        | Senegal                  |
| 1992 | Moeder Teresa                                                     | India                    |
| 1993 | Madeleine de Vits                                                 | België                   |
| 1993 | Graduate Institute of Peace Studies van de Kyung Hee-universiteit | Zuid-Korea               |
| 1994 | Prayudh Payutto                                                   | Thailand                 |
| 1995 | Österreichisches Studienzentrum für Frieden und Konfliktlösung    | Oostenrijk               |
| 1996 | Chiara Lubich                                                     | Italië                   |
| 1997 | Francois Giraud                                                   | Frankrijk                |
| 1998 | Educators for Peace and Mutual Understanding                      | Oekraïne                 |
| 1999 | Dwaze Moeders                                                     | Argentinië               |
| 2000 | Toh Swee-Hin                                                      | Australië                |
| 2001 | Joods-Arabisch Centrum voor Vredeseducatie                        | Israël                   |
| 2001 | Nelson Onono Onweng                                               | Oeganda                  |
| 2002 | City Montessori School in Lucknow                                 | India                    |
| 2003 | Emile Shoufani                                                    | Israël                   |
| 2006 | Christopher Weeramantry                                           | Sri Lanka                |
| 2008 | Institute for Justice and Reconciliation                          | Zuid-Afrika              |